# Ángel María Herrera
Ángel María Herrera Hernández (Penonomé, 3 de diciembre de 1859 - Panamá, 2 de mayo de 1948) fue un educador y político panameño.

## Biografía

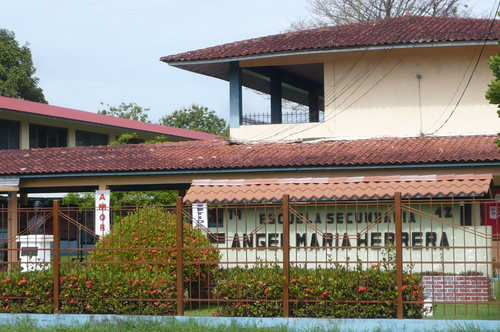
Escuela Secundaria Ángel María Herrera, ubicada en Penonomé.

Fue hijo de Braulio Herrera y de Luisa Hernández y nieto de Magdalena Tuñón. Fue hermano por parte de padre del también educador coclesano Abelardo Herrera. Se casó en Penonomé con Tomasa Pedrol Navas y de ese matrimonio nacieron Magdalena, Luisa Carlota, Luis Eduardo y Clodomiro.
Recibió su título de maestro en 1884 en la Escuela Normal de Institutores. Ese mismo año fue nombrado director académico de la Escuela de Varones de los Santos. En 1885 fue nombrado director de la Escuela de Varones de Santa Ana en la Ciudad de Panamá. El 2 de agosto de 1886 fue nombrado preceptor en Penonomé y en 1887 asumió la dirección de la Escuela de Varones de la misma ciudad, siendo su director durante 7 años. En 1897 fue director de la Escuela Preparatoria del Colegio del Istmo e inspector de Instrucción Pública en Colón, Panamá y Coclé.
Fue representante de Panamá ante el Congreso de Colombia. Durante la República fue designado subsecretario de Instrucción Pública. Fue profesor de Español en el Colegio Privado de San José y profesor de Español e Historia Patria en la Escuela Normal de Señoritas. En 1898 en asocio con Melchor Lasso de la Vega aceptó la administración del Colegio del Istmo dictando algunas asignaturas. En 1901 asumió la Subdirección del mismo Colegio.

## Legado
La Escuela Secundaria de Penonomé fue renombrada en su honor. Fue fundada el 13 de junio de 1942 y en 2020 tiene 2500 alumnos. En ese colegio y durante más de 50 años se entrega anualmente, a un alumno distinguido, la Medalla a la Cultura Angel Maria Herrera. Hace unos años la escuela sufrió un grave incendio en el que se gastaron 40.000 dólares en pérdidas.